# Obere Marktstraße (Bad Kissingen)
Die Obere Marktstraße befindet sich in Bad Kissingen, der Großen Kreisstadt des unterfränkischen Landkreises Bad Kissingen und beherbergt mehrere Baudenkmäler des Ortes.

## Geschichte
Die Obere Marktstraße bildete gemeinsam mit dem Marktplatz und der Unteren Marktstraße das Grundgerüst der Kissinger Innenstadt nach deren Neustrukturierung im späten 13. oder frühen 14. Jahrhundert. Sie verläuft vom Marktplatz aus ostwärts und führte zum damaligen Oberen Tor. Anfangs war die Obere Marktstraße von der gleichen engen Reihenparzellisierung charakterisiert wie Marktplatz und Untere Marktstraße. Im 18. Jahrhundert und im Klassizismus wandelte sich das Bild zugunsten parzellenübergreifender Bauten wie beispielsweise die Obere Marktstraße 12. Die Straße hat in der zweiten Nachkriegszeit durch Neubauten ihre historische Physiognomie großteils verloren.
| Foto | Adresse              | Anmerkung                                                      |
| ---- | -------------------- | -------------------------------------------------------------- |
|      | Obere Marktstraße 1  | Wohn- und Geschäftsgebäude, zweite Hälfte des 18. Jahrhunderts |
|      | Obere Marktstraße 2  | Wohn- und Geschäftsgebäude, um 1700                            |
|      | Obere Marktstraße 12 | Ehemaliges Wohngebäude, frühes 18. Jahrhundert                 |